# استیون رانسیمن
استیو رانسیمن (به انگلیسی: Steven Runciman) (زادهٔ ۷ ژوئیهٔ ۱۹۰۳ – درگذشتهٔ ۱ نوامبر ۲۰۰۰) پژوهشگر مطالعات قرون وسطا و تاریخ‌نگار اهل بریتانیا بود که به واسطهٔ کتاب سه‌جلدی‌اش در باب جنگ‌های صلیبی به نام تاریخ جنگ‌های صلیبی شهرت دارد.